# Chropiatkowce
Chropiatkowce (Thelephorales Corner ex Oberw.) – rząd grzybów należący do klasy pieczarniaków (Agaricomycetes).

## Charakterystyka
Gatunki z rzędu Thelephorales żyją w glebie lub na drewnie i wytwarzają owocniki o zróżnicowanych kształtach i hymenoforze rurkowatym, kolczastym, lub gładkim. Zarodniki chropiatkowców są graniaste i nieregularne, o powierzchni guzkowatej lub kolczastej, nieamyloidalne.

## Systematyka
Pozycja w klasyfikacji według Index Fungorum
Thelephorales, Incertae sedis, Agaricomycetes, Agaricomycotina, Basidiomycota, Fungi.
Taksonomia
Według aktualizowanej klasyfikacji Index Fungorum bazującej na Dictionary of the Fungi do rzędu Russulales należą następujące rodziny:
- Bankeraceae Donk 1961 – kolcownicowate
- Thelephoraceae Chevall. 1826 – chropiatkowate
- incertae sedis z rodzajami:
  - Bubacia Velen. 1922
  - Friesula Speg. 1880
  - Thelephorella P. Karst. 1889[3].